# Kreolové

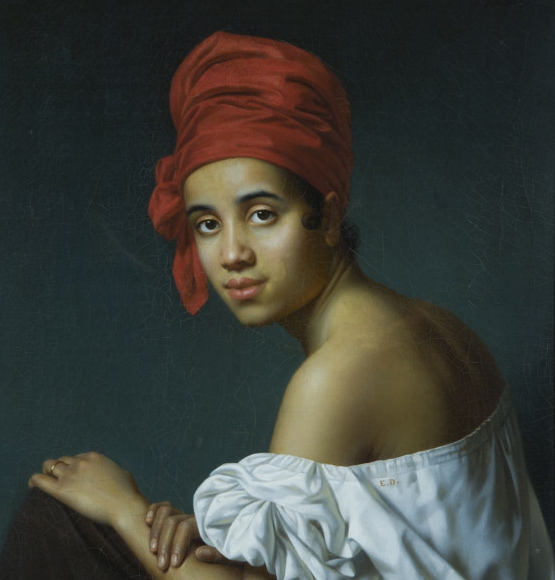
Kreolská žena

Kreolové (z portugalského criolulo, španělsky criollo) je označení pro skupinu osob, které má mnoho významů v závislosti na místě a čase. Užívá se od dob počátků kolonialismu.

## Původní význam
- Španělské označení pro Indiány a později hanlivé označení Španělů narozených v koloniích
- Portugalské označení potomků portugalských osadníků v západní Africe a na Kapverdách

## Podle zemí
- Ve španělsky mluvících zemích Ameriky:
  - Každý „domorodý“ jedinec neindiánského (tedy i černošského) původu, nejčastěji však jen "domorodé" dítě evropských rodičů nebo černochů (potomek černých otroků)
  - V mnoha zemích (např. Argentině): domorodý venkovan na rozdíl od obyvatele oblasti hlavního města a podobně
- Na karibských ostrovech: každý „domorodý“ bílý (zpravidla evropského původu) i černý jedinec na rozdíl od lidí narozených v Evropě nebo v Africe
- Kulturní potomek španělských a portugalských kolonistů na západním pobřeží Afriky a přilehlých ostrovech a v Indii; a to v Africe buď (nejčastěji) „evropsko“–černošský míšenec nebo i jen dítě „evropských“ či jen černošských rodičů; na Kapverdách, v Guineji-Bissau, Svatém Tomáši a Princově ostrově a Sieře Leone je to i přímo název místního hlavního etnika
- V Brazílii: potomek černých otroků, osoba černošského původu (dnes již s hanlivým významem)
- Na Aljašce: míšenec indiánského a evropského původu
- V USA (Louisiana): „domorodý“ potomek francouzských kolonistů
- Na Réunionu: každý jedinec narozený na Réunionu

## Ottův slovník naučný o Kreolech
Ottův slovník naučný definuje Kreoly takto (citován úvod hesla):
| „                                             | Kreolové, výraz ze špan. criollo, který znamená každé domorodé individuum cizí, tedy i barevné rasy vůbec. Avšak výrazu toho užívá se jen o Evropanech a o černoších rozených v některých částech Ameriky a o potomcích špan. a port. kolonistů na záp. pobřeží Afriky a v Indii... | “ |
| — Ottův slovník naučný, svazek 15, s. 125-126 | |   |